# Jake Schreier
Jacob Stacey Schreier (Berkeley, 29 de setembro de 1981) é um diretor estadunidense de comerciais, videoclipes e filmes. Ele foi membro fundador da Waverly Films, um grupo de filmagem com sede no Brooklyn, e ingressou na Park Pictures em 2006, lançando seu primeiro longa-metragem, Robot & Frank, em 2012. Em 2015, lançou Paper Towns, uma adaptação do romance homônimo de 2008, de John Green.

## Biografia
Nascido em Berkeley, Califórnia, Jake Schreier frequentou a Tisch School of the Arts da Universidade de Nova Iorque. Depois de se formar, ele dirigiu videoclipes, incluindo um para Francis and the Lights, um intérprete/compositor com quem Schreier também tocou teclado por vários anos. Ele também dirigiu comerciais para produtos como Absolut Vodka e telefones Verizon. Juntamente com seus amigos da faculdade, ele co-fundou o gruupo de filmes Waverly Films e continuou a colaborar em projetos de filmes para televisão e web.

## Carreira
Em 2006, Schreier assinou contrato com a Park Pictures, uma produtora de filmes e comerciais, e trabalhou em várias campanhas publicitárias e comerciais; ele era conhecido por seu trabalho e apareceu na lista de "Melhores Novos Diretores" da Creativity e outras revistas da indústria de publicidade.
Em 2012, lançou seu primeiro longa-metragem, Robot & Frank, baseado no roteiro de seu colega de classe e amigo de Tisch, Christopher Ford. O filme ganhou o Prêmio Alfred P. Sloan no Festival Sundance de Cinema, de melhor longa-metragem que tem como tema a ciência ou a tecnologia, empatando com o filme caxemiriano, Valley of Saints. Robot & Frank foi aclamado pela crítica de Schreier por sua estreia na direção de longas-metragens. O crítico de cinema do Los Angeles Times, Kenneth Turan, chamou-o de "excepcionalmente polido para um esforço inédito", e a Rolling Stone deu três de quatro estrelas. Ele também dirigiu a adaptação cinematográfica do livro de John Green, Paper Towns, que foi lançado em 24 de julho de 2015.
Em junho de 2022, Schreier foi contratado para dirigir o filme Thunderbolts*, da Marvel Studios.
Foi contratado em 2025, para dirigir o futuro filme dos "X-Men", escrito por Michael Lesslie e produzido por Kevin Feige, que sairá após "Vingadores: Guerras Secretas"

## Filmografia

### Filmes
| Ano  | Título                                         | Notas       |
| ---- | ---------------------------------------------- | ----------- |
| 2012 | Robot & Frank                                  |             |
| 2015 | Paper Towns                                    |             |
| 2021 | Chance the Rapper's Magnificent Coloring World |             |
| 2025 | Thunderbolts*                                  |             |
| TBA  | Filme dos X-Men sem título                     | Em produção |

### Televisão
| Ano       | Título                  | Notas                                                        |
| --------- | ----------------------- | ------------------------------------------------------------ |
| 2013      | Alpha House             | Episódio: "Triggers"                                         |
| 2016      | Shameless               | Episódio: "NSFW"                                             |
| 2017–2018 | I'm Dying Up Here       | 2 episódios                                                  |
| 2018–2019 | Lodge 49                | 6 episódios                                                  |
| 2018–2020 | Kidding                 | 6 episódios                                                  |
| 2021      | Dave                    | Episódio: "International Gander"                             |
| 2021      | Brand New Cherry Flavor | 2 episódios                                                  |
| 2021      | The Premise             | Episódio: "Butt Plug"                                        |
| 2022      | Minx                    | Episódio: "An exciting new chapter in the annals of erotica" |

### Videoclipes
| Ano  | Título                           | Artista                                      | Notas                           |
| ---- | -------------------------------- | -------------------------------------------- | ------------------------------- |
| 2008 | "The Top"                        | Francis and the Lights                       |                                 |
| 2010 | "Darling, It's Alright"          | Francis and the Lights                       |                                 |
| 2013 | "Like a Dream"                   | Francis and the Lights                       |                                 |
| 2016 | "Friends"                        | Francis and the Lights                       | Feat. Bon Iver e Kanye West     |
| 2016 | "Trust Nobody"                   | Cashmere Cat                                 | Feat. Selena Gomez e Tory Lanez |
| 2016 | "See Her Out (That's Just Life)" | Francis and the Lights                       |                                 |
| 2017 | "Same Drugs"                     | Chance the Rapper                            |                                 |
| 2017 | "9 (After Coachella)"            | Cashmere Cat                                 | Feat. MØ e Sophie               |
| 2017 | "May I Have This Dance"          | Francis and the Lights                       | Feat. Chance the Rapper         |
| 2017 | "Want You Back"                  | Haim                                         |                                 |
| 2018 | "Eastside"                       | Benny Blanco, Halsey e Khalid                |                                 |
| 2018 | "The Video in the Pool"          | Francis and the Lights                       |                                 |
| 2018 | "I Found You"                    | Benny Blanco & Calvin Harris                 |                                 |
| 2019 | "I Found You / Nilda's Story"    | Benny Blanco, Calvin Harris e Miguel         |                                 |
| 2019 | "I Can't Get Enough"             | Selena Gomez, J Balvin, Benny Blanco e Tainy |                                 |
| 2019 | "Graduation"                     | Benny Blanco e Juice Wrld                    |                                 |
| 2019 | "Emotions"                       | Cashmere Cat                                 |                                 |
| 2019 | "For Your Eyes Only"             | Cashmere Cat                                 |                                 |
| 2019 | "Follow God"                     | Kanye West                                   |                                 |
| 2019 | "Closed on Sunday"               | Kanye West                                   |                                 |
| 2020 | "I Know Alone"                   | Haim                                         |                                 |
| 2020 | "Lonely"                         | Justin Bieber e Benny Blanco                 |                                 |
| 2021 | "Issues"                         | Baby Keem                                    |                                 |
| 2022 | "We Cry Together"                | Kendrick Lamar                               |                                 |